# Nuuk Center

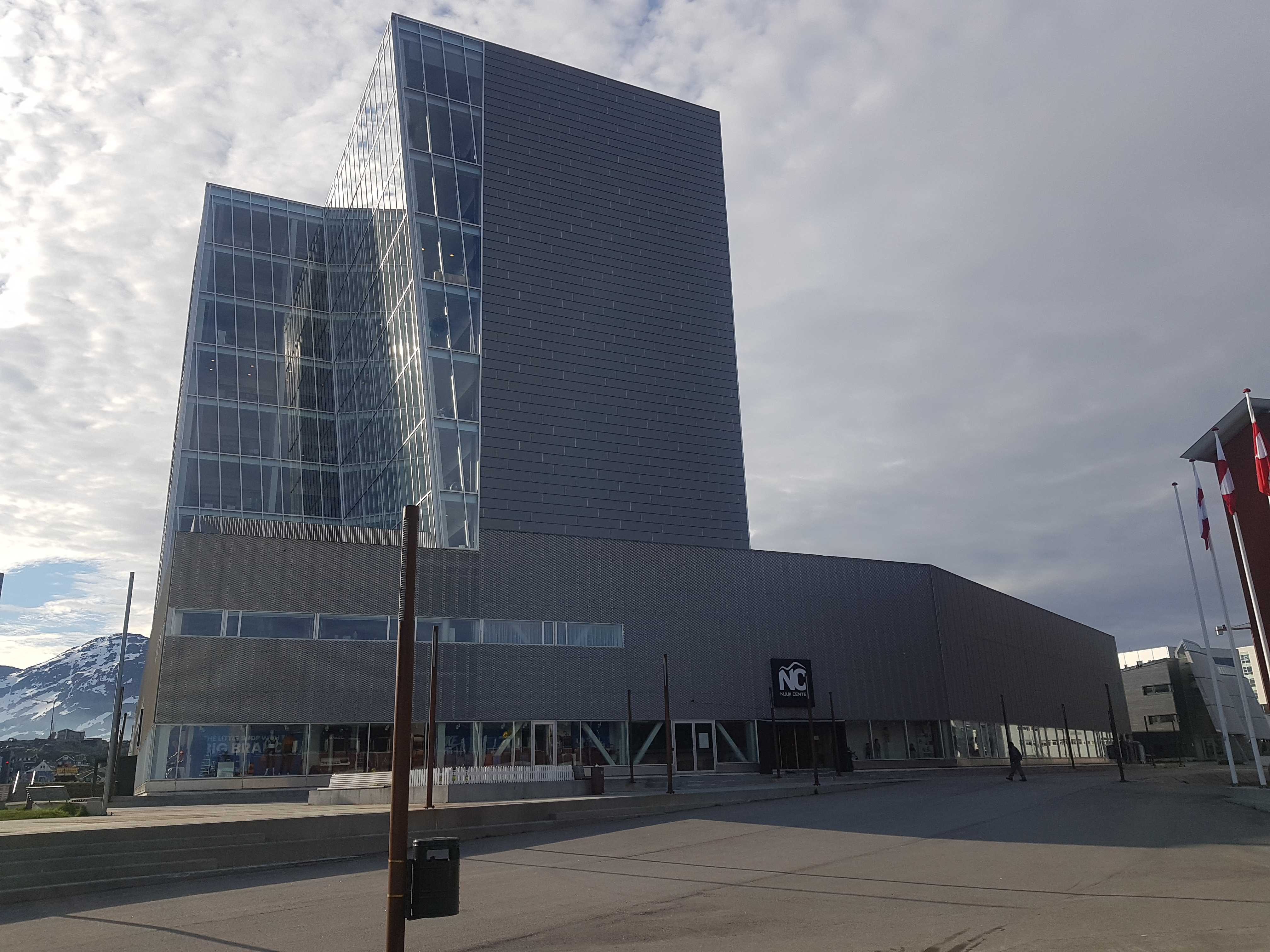
Nuuk Center.

Nuuk Center är ett shoppingcenter i Nuuk, Grönland. Shoppingcentret eller gallerian invigdes 2012 och ligger i anslutning till kulturhuset Katuaq. Ovanpå shoppingcentret rymmer byggnaden åtta våningar med kontor och 13 000 kvadratmeter i yta, vilket gör byggnaden till den största och högsta i Nuuk och även i hela Grönland.